# Forêt de Vauluisant
La forêt de Vauluisant nommée aussi forêt de Lancy est une forêt domaniale française de chênes, essentiellement, située au nord-est du département de l'Yonne en région Bourgogne-Franche-Comté. Elle contient plusieurs monuments mégalithiques (menhirs, dolmens et polissoirs). Deux ZNIEFF couvrent son territoire.

## Situation
La forêt de Vauluisant s'étend sur 2 400 ha. Elle se situe principalement sur le territoire de Saint-Maurice-aux-Riches-Hommes mais aussi de La Postolle, Lailly et Courgenay pour sa partie sud, communes du département de l'Yonne. Elle est au nord-ouest de l'ancienne abbaye de Vauluisant.

## Vestiges archéologiques
Des menhirs et dolmens se dressent dans la forêt de Vauluisant. Plusieurs sont classés comme monuments historiques tel l'ensemble constitué par le dolmen et le menhir de Lancy et les deux dolmens de Trainel. Des polissoirs ont été aussi découverts et classés comme monuments historiques : la Pierre à l'eau et le Sauvageon.

## Richesses naturelles
La forêt est majoritairement peuplée de chênes exploités pour le bois d'œuvre. Les hêtres sont également présents en faible proportion. Très peu de conifères figurent parmi les essences implantées.
Jusqu'à la tempête de décembre 1999, plusieurs chênes remarquables par leur ancienneté et leurs dimensions constituaient une attraction pour cette forêt, en particulier le « Chêne du Sauvageon » et « Les Cinq Frères ».
Une zone naturelle d’intérêt écologique, faunistique et floristique (ZNIEFF) de type 2 « Forêt domaniale de Vauluisant » couvre le territoire de cette forêt. De plus une ZNIEFF de type 1 « Forêt domaniale de Vauluisant - nord »  couvre, comme son nom l'indique, la partie nord de la forêt.